# 16113 Ahmed
A 16113 Ahmed (ideiglenes jelöléssel 1999 XN23) a Naprendszer kisbolygóövében található aszteroida. A LINEAR projekt keretében fedezték fel 1999. december 6-án.